# Manna (Ram Katzir)
Manna is een meerdelig artistiek kunstwerk in Amsterdam Nieuw-West. In de volksmond kreeg het de titel Halfje gesneden wit.
In de periode 2018 tot 2020 werd het Meerwaldtplantsoen opgeknapt. Het plantsoen, dat alleen een officieuze benaming kent, is vernoemd naar verzetsman Arthur Meerwaldt. Straten en pleinen in de buurt zijn vernoemd naar verzetsvrouwen en –mannen. Ter afronding van de renovatie kozen de gemeente het stadscuratorium en de buurtbewoners drie kunstenaars uit om een monument te ontwerpen. De keus viel daarbij uiteindelijk op een werk van Ram Katzir.
Katzir maakte voor dat plantsoen een kunstwerk, dat geïnspireerd is op “de dagelijkse strijd om te overleven tijdens de Tweede Wereldoorlog”, aldus de infosteen bij het beeld. De titel en het beeld verwijst naar Operatie Manna en Chowhound, de voedseldroppings in april en mei 1945 aan het eind van Tweede Wereldoorlog. De infotegel geeft verder een verklaring van manna, dat in combinatie met die droppings “hemelsbrood” oplevert. Het kunstwerk bestaat uit vijf boterhammen (Zweeds witbrood) van wit marmer; twee liggend (eventueel te gebruiken als zitelement), drie, waaronder een kapje, staand (speelobject). Het geheel meet 180 x 220 x 380 centimeter.
De Gemeente Amsterdam hoopte dat het werk een ontmoetingsplaats voor buurtbewoners werd als ook een vredesmonument.   
Overigens werd de wijk pas na de Tweede Wereldoorlog volgebouwd in de periode van wederopbouw. Katzir maakte voor meerdere steden (Almere, Leiden, Den Haag) oorlogsmonumenten.